# Гемоглобин А
Гемоглоби́н A, или ΗbA — нормальный гемоглобин взрослого человека.
Этот белок представляет собой тетрамер, состоящий из двух пар полипептидных цепей — мономеров: двух мономеров α-цепей и двух мономеров β-цепей (так называемый гемоглобин A, или гемоглобин α2β2), или двух мономеров α и двух мономеров δ (гемоглобин Α2, или гемоглобин α2δ2).
- Гемоглобин A — HbA (α2β2)
- Гемоглобин A2 — HbA2 (α2δ2)

В эритроцитах здорового взрослого человека гемоглобин А (α2β2) является основным вариантом гемоглобина и составляет в норме почти 97 % общего гемоглобина эритроцитов. Оставшиеся около 3 % приходятся на гемоглобин Α2 (α2δ2). Количество этой формы гемоглобина увеличивается у больных β-талассемией.
Гемоглобин A (англ. Adult — взрослый) относится к сложным белкам — хромопротеидам. Он состоит из белковой и небелковой частей. Белковая часть представлена четырьмя полипептидными цепями, которые попарно одинаковы: 2α и 2β цепи. В связи с тем, что цепи гемоглобина A неодинаковы, он относится к гетеротетрамерным молекулам. Каждая полипептидная цепь связана с небелковой частью, которую представляет гем. Комплекс гема с α- или β-полипептидной цепью представляет субъединицу или протомер. Таким образом, вся молекула гемоглобина состоит из 4-х субъединиц или протомеров, образуя олигомер.
В структуре HbA находится 574 аминокислоты. Полипептидные цепи гемоглобина на 80 % спирализованы, обозначаются спирали буквами латинского алфавита от A до H. Неспиральные участки обозначаются двумя буквами латинского алфавита, между спиралями которых они находятся. Это необходимо для обозначения молекулярных замещений, приводящих к синтезу аномальных гемоглобинов.